# Cacia binaluanica
Cacia binaluanica là một loài bọ cánh cứng trong họ Cerambycidae.